# Nayak di Keladi

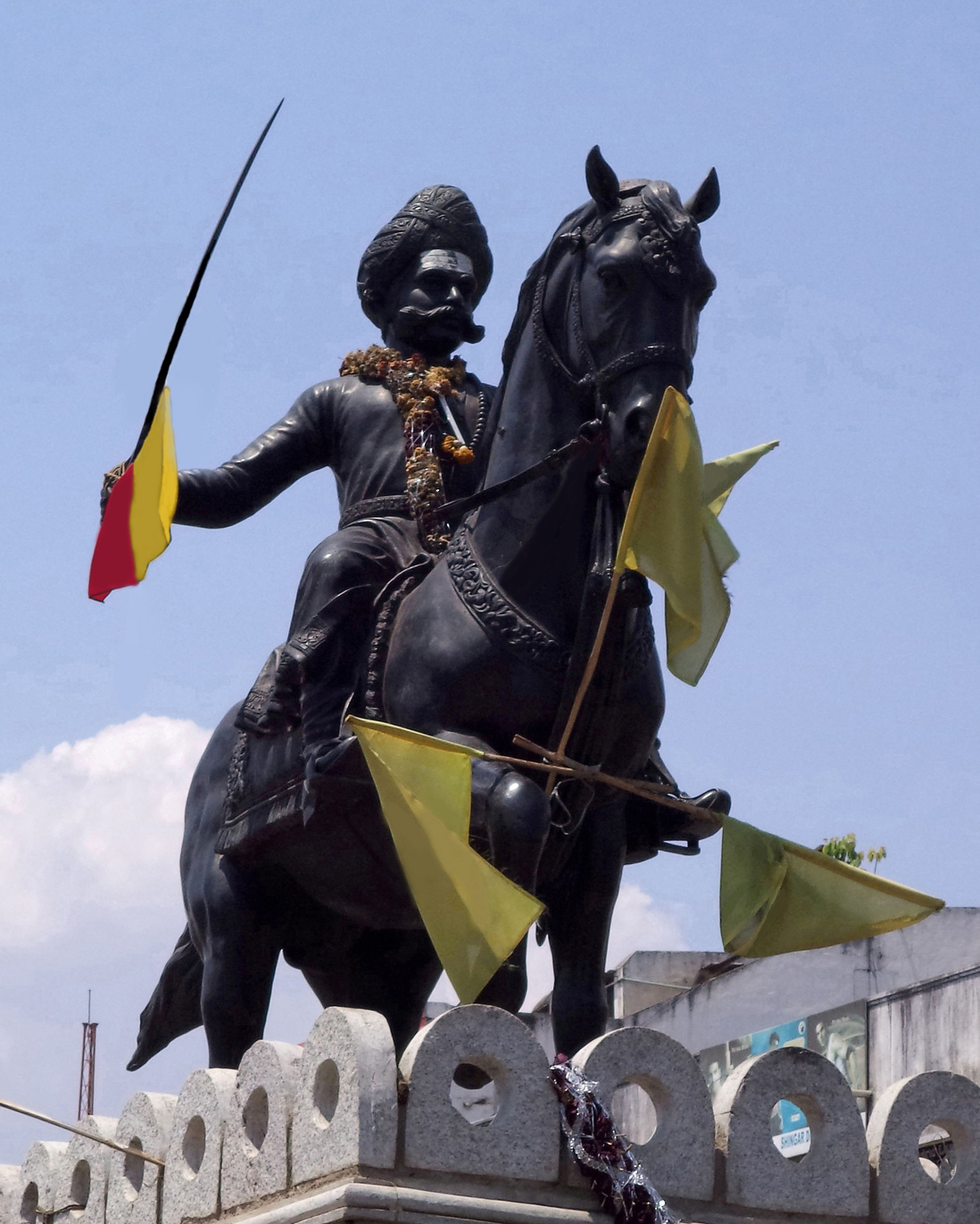
Shivappa Nayaka, il re più conosciuto fra i Keladi Nayakas.

I Nayak di Keladi (Kannada: ಕೆಳದಿಯ ನಾಯಕರು) (1499 - 1763) furono un importante clan familiare che governò su parti del Karnataka post-medievale nell'India meridionale. Originariamente furono feudatari del vasto e potente Impero di Vijayanagara, ma dopo la caduta di questo regno nel 1565, ottennero l'indipendenza ed espansero il loro controllo su parti significative del Karnataka, compresa la città di Shivamogga e i distretti costieri e parti dei distretti centrali dell'odierno Karnataka fino al 1763 quando vennero rovesciati da Hyder Ali, il re di Mysore. Svolsero un ruolo importante nella storia del Karnataka, durante un periodo di confusione e di frammentazione che invase il sud dell'India dopo la caduta dell'Impero di Vijayanagara.